# 8-cm-Kasemattkanone M.95
Die 8-cm-Kasemattkanone M.95 war ein österreich-ungarisches Festungsgeschütz und kam im Ersten Weltkrieg zum Einsatz.

## Entwicklung
Um Stellungen und Festungen im Gebirge und an den Fronten mit festen Geschützen zu bestücken, begann die österreich-ungarische Armee Geschütze auf speziellen Lafetten aufzustellen. So auch die speziell entworfene 8-cm-Kasemattkanone M.95, welche eine verbesserte Weiterentwicklung der 8-cm-Kasemattkanone M.94 war. Diese konnte nun auch in Kasematten und Bunkern eingesetzt werden, wohingegen die 8-cm-Kasemattkanone M.94 ausschließlich für die Grabenverteidigung gedacht war.

## Technische Beschreibung
Das Geschützrohr der 8-cm-Kasemattkanone M.95 war für eine Broadwelliderung eingerichtetes, aus einem Gussstück gegossenes Stahlbronzerohr mit 24 Zügen und Feldern. Das Ende bildete ein horizontaler Flachkeilverschluss vom Typ M.75/94. Dieser konnte nur von der linken Seite aus bedient werden. Er verfügte über eine Sicherung, die gegen das selbstständige Öffnen oder das vorzeitige Abfeuern der Granate schützte. Das Vorder- und Mittelstück des Geschützrohres waren konisch geformt, während das Hinterstück zylindrisch geformt war. Am Mittelstück befanden sich die Schildzapfen, welche in die Oberlafette eingelegt wurden. Die Visiereinrichtung bestand aus Kimme und Korn.
Die Kasemattlafette M.95 bestand aus einer Ober- und Unterlafette. Die Oberlafette glitt beim Vor- und Zurückbewegen auf den ansteigenden Rahmenwänden entlang. Um den Rücklauf aufzuhalten, wurde eine hydraulische Bremse verbaut, welche mit Glyzerin gefüllt war. Die Höhenrichtmaschine war an der Oberlafette angebracht. Um die Bedienung und das seitliche Schwenken zu erleichtern, wurden am Ende des Rahmens Rollen verbaut, welche auf einer Bogenschiene entlang liefen. Die beiden Lafettenwände der Oberlafette waren durch ein vorderes, horizontales Querblech verbunden. Die Lafette hatte eine gesamte Länge von 2,66 m und hatte mit dem Geschützschild und dem Geschützrohr ein Gewicht von 950 kg.
Die Bettung der 8-cm-Kasemattkanone M.95 bestand aus einem, im Boden der Kasematte, gegossenen Betonblock. Darauf wurde ein Pivotblock mit Ankerschrauben befestigt. Im hinteren Bereich befand sich eine Bogenschiene, auf der sich zwei Laufrollen der Unterlafette bewegten. Damit das Geschütz zu den Seiten nicht zu weit bewegt wurde und aus der Schiene sprang, befanden sich an beiden Enden Anstoßkeile. Der Höhenrichtbereich lag zwischen −10 und +15 Winkelgrad.
Die verwendete Munition bestand aus vier verschiedenen Granaten. Zum einen die 8-cm-Granate M.75, welche mit normalem Sprengstoff gefüllt war. Dann gab es die 8-cm-Schrapnellgranate M.75/85 C und die 8-cm-Kartätschenpatrone M.94/C. Als letztes gab es noch die 8-cm-Sackpatrone M.95 und Brandel M.93.

## Einsatz
Während des Ersten Weltkrieges wurde das Geschütz in verschiedenen Festungen und Kasematten sowie auf offenen Plattformen verbaut und eingesetzt.
Nach dem Ende des Krieges wurden einige verbliebene Geschütze aus den Stellungen entfernt und in den Artilleriewagen einiger polnischer Panzerzüge verbaut und erneut eingesetzt, wie beim Panzerzug Smok.